# Јуфола (језеро)
Јуфола (енгл. Eufaula Lake) је вештачко језеро у Сједињеним Америчким Државама. Налази се на територији америчке савезне државе Оклахома. Површина језера износи 425 km².